# Air Kyrgyzstan
Air Kyrgyzstan, nome commerciale con cui opera la Kyrgyzstan Air Company (in kirghiso Эйр Кыргызстан Авиакомпаниясы?, Eyr Kırgızstan Aviakompaniyası; in russo Авиакомпания Эйр Кыргызстан?, Aviakompanija Ėir Kyrgizstan) era una compagnia aerea kirghisa con sede a Biškek, dal 2006 compagnia di bandiera dello stato asiatico. La compagnia ha sospeso tutte le operazioni di volo nel 2019. Il suo hub principale era situato presso l'Aeroporto Internazionale di Biškek-Manas, più un secondo hub minore presso l'Aeroporto di Oš, nella città di Oš.
Come tutte le compagnie aeree del Kirghizistan, la compagnia risultava inserita nella lista dei vettori aerei soggetti a divieto operativo nello spazio aereo europeo.

## Storia
La compagnia venne fondata nel 2001 come Altyn Air, per essere rinominata Kyrgyzstan Air Company il 28 luglio 2006, dopo la chiusura della compagnia statale Kyrgyzstan Airlines. Prima dell'uscita dalla flotta dell'ultimo aereo, un Boeing 737-500, nel 2019, la compagnia arrivò ad avere un totale di 8 aerei: Airbus A320-200, Boeing 737 nelle varianti -200, -300, -400 e -500. 

## Flotta[4]
Nel corso degli anni Air Kyrgyzstan ha operato con i seguenti aeromobili:
| Aereo           | Introduzione | Ritiro |
| --------------- | ------------ | ------ |
| Airbus A320-200 | 2010         | 2012   |
| Boeing 737-200  | 2006         | 2008   |
| Boeing 737-300  | 2010         | 2016   |
| Boeing 737-400  | 2011         | 2014   |
| Boeing 737-500  | 2011         | 2017   |
| Totale          | 8            | 8      |